# 8072 Йодзікондо
8072 Йодзікондо (8072 Yojikondo) — астероїд головного поясу, відкритий 1 квітня 1981 року.
Тіссеранів параметр щодо Юпітера — 3,520.
Названо на честь фізика Йодзі Кондо (яп. ようじ・こんどう(近藤陽次) йо: дзі кондо:).